# دیوید والترز (شناگر)
دیوید والترز (به انگلیسی: David Walters) (زادهٔ ۲۷ سپتامبر ۱۹۸۷) شناگر اهل ایالات متحده آمریکا است.